# EpesiCRM
EpesiCRM jest darmową i open source’ową (licencja MIT) aplikacją internetową do zarządzania informacjami biznesowymi. Służy do gromadzenia, porządkowania, łączenia i dzielenia się informacjami między ludźmi w firmie lub w organizacji. Zbudowana jest na stworzonej w tym celu wysokopoziomowej platformie PHP. Jej struktura jest modułowa, więc może być łatwo zmieniana i dostosowywana do różnych potrzeb biznesowych. Składa się z wielu funkcji, jak zarządzanie kontaktami, firmami, zadaniami i innymi zestawami danych, które można łatwo dzielić z innymi, z dowolnego miejsca i w dowolnym czasie.
EpesiCRM zawiera:
- Dashboard – „tablicę rozdzielczą” z konfigurowanymi apletami
- Firmy – książkę adresową firm
- Kontakty – książkę adresową osób
- Wspólny Kalendarz z zawiadomieniami
- Wspólną Listę Zadań
- Rejestr Rozmów Telefonicznych
- Notatki i Pliki – zarządzanie dokumentami
- Klienta pocztowego – Roundcube IMAP
- Click2Fill – unikalną metodę wypełniania formularzy
- Watchdog – wyjątkowy system monitorujący zmiany
- Zaawansowany system uprawnień
- Shoutbox – wbudowany komunikator
- Skróty dostowowywalne do preferencji – szybki dostęp